# Новогнатівка
Новогна́тівка — село Ольгинської селищної громади Волноваського району Донецької області України. Відстань до райцентру м. Волноваха становить близько 21 км і проходить автошляхом місцевого значення.

## Історія
За переписом 1897 року кількість мешканців становила 1089 осіб (575 чоловічої статі та 514 — жіночої), з яких 1087 — православної віри.
У 1908 році у грецькому поселенні Гнатівської волості Маріупольського повіту Катеринославської губернії мешкало 4090 осіб (2188 чоловічої статі та 1902 — жіночої), налічувалось 257 дворових господарств.

Станом на 1927 рік Новогнатівка була центром молдовської національної сільради.
28 серпня 2014 року під час виконання бойового завдання під Новогнатівкою загинув старший солдат 72-ї бригади Анатолій Сова. 7 січня 2015 року, на блокпосту поблизу села Новогнатівка від кулі снайпера загинув солдат 1-ї танкової бригади Анатолій Потієнко. У ніч з 17 на 18 липня 2015 року загинув внаслідок обстрілу терористами поблизу села Новогнатівка загинув солдат 72-ї бригади Артем Кулак. 11 вересня 2021 року, поблизу села загинув військовослужбовець 74-го окремого розвідувального батальйону солдат Герман Денис Сергійович.

## Населення

### Мова
Розподіл населення за рідною мовою за даними перепису 2001 року:
| Мова            | Кількість | Відсоток |
| --------------- | --------- | -------- |
| російська       | 567       | 78.53%   |
| українська      | 141       | 19.53%   |
| румунська       | 6         | 0.84%    |
| вірменська      | 4         | 0.55%    |
| інші/не вказали | 4         | 0.55%    |
| Усього          | 722       | 100%     |

За даними перепису 2001 року населення села становило 722 осіб, із них 19,53 % зазначили рідною мову українську, 78,53 % — російську, 0,83 % — молдовську та 0,55 % — вірменську мову.
Станом на 22 серпня 2016 року, в селі всього 110 будинків, всі 110 з яких є помешканням для місцевих мешканців. В них проживало 261 осіб, в тому числі 246 дорослих та 15 дітей.

## Відомі люди
У селі народився Голова Вищого господарського суду України (2010—2014) Татьков Віктор Іванович (1956).